# 朱厚煐
高唐端裕王朱厚煐（1515年1月9日—1583年3月24日），字明甫，號清慎子，晚號岱翁，明朝衡藩第一代高唐王，衡恭王朱祐楎的庶第四子，母次妃諸氏。

## 生平
正德九年十二月二十五日（1515年1月9日）生。嘉靖九年十二月初十日（1530年12月29日），封高唐王。
嘉靖二十年（1541年），衡王朱厚燆上疏請求讓二弟朱厚煐、齊東王朱厚炳前往沂州故涇王府第居住。禮部認為，郡王受親王約束，沂州距青州較遠，不合例。於是令有司在青州境內建造王府。嘉靖二十七年（1548年），朱厚煐因孝行卓著，受到明世宗賜璽書獎勵。
朱厚煐博学多识，长于古琴，又有收藏名琴的爱好，著有《瑟谱》、《琴谱》一卷、《清时乐事》二卷及《事亲述见》十一卷等作品；其中，《琴谱》一卷著录于明末清初学者黃虞稷的《千顷堂书目》中。
萬曆十一年閏二月初一日（1583年3月24日），朱厚煐去世，享年七十歲，諡號端裕。因嫡長子朱載墀先卒，長孫朱翊鑲在五年後襲爵。

## 家庭

### 妻
- 李氏，東城兵馬副指揮李錫女，嘉靖二十四年（1545年）封高唐王妃[6]。

### 妾
- 劉氏，封高唐王夫人，生朱載壆。

### 子
- 嫡長子：高唐王長子→高唐恭和王（追封）朱載墀，生嗣高唐王朱翊鑲。
- 庶次子：鎮國將軍朱載壆

### 女
- 嫡長女：黄浦縣主，儀賓王維俊
- 嫡次女：長清縣主，儀賓王登要[1]

## 墓葬
萬曆十一年十一月二十四日（1584年1月6日），朱厚煐葬於山東青州府臨朐縣龍山之原（今山東省青州市彌河鎮上院村）。壙誌出土于1967年，誌、蓋均為青石質，邊長74厘米，厚10厘米。

[誌蓋]

大朙衡𢧌高唐端裕王之壙誌

[誌文]

大明衡藩高唐端裕王壙誌

　王諱厚煐，字明甫，號清慎子，晚號岱翁。

憲宗純皇帝孫，

　衡恭王第四子。

　嫡母妃沈氏，

　母次妃諸氏。

　王生於正德九年甲戌十二月二十五日辰時。嘉靖九年庚寅十二月初十日，

遣

節冊封爲高唐王。

皇帝制曰：天子之衆子必封爲王，諸王之眾子必封爲郡王，世世相傳，此

太祖高皇帝之制也。朕祗承

祖訓，篤叙親親，兹封衡王庶第四子厚煐爲高唐王。夫爲子莫先乎孝，爲臣莫大乎忠，惟忠惟孝可以立

　身。而永禄尚克時忱，以膺寵命。爾其欽哉！嘉靖二十七年戊申八月二十六日，

遣中書舍人郭仁賫

賜璽書，獎勵孝行。

皇帝勑諭高唐王：近該衡王及山東撫按官各奏稱：王兄弟二人，天性孝友，樂善好學，守禮如一，克篤人

　所難及之行。所司會勘，先後無異，良可嘉尚。兹特差官，降勑獎勵。王宜益敦善行，以永終譽，用爲宗室

　之光，顧不偉歟！欽哉！故諭。萬曆十一年癸未閏二月初一日丑時，薨於正寢，享年七十歲。

冊封元配李氏，東城兵馬副指揮李錫女，爲妃。子二：長子載墀，封長子，早卒，配夫人劉氏，李妃出；次載壆，

　　封鎮國將軍，配夫人趙氏，劉夫人出。女二：長封黄浦縣主，下嫁儀賔王維俊；次封長清縣主，下嫁儀

　　賔王登要。俱李妃出。長孫翊鑲，即承重當嗣爵者；次幼。訃聞，

上哀悼，輟視朝一日。自聞喪、七七、十旬、窀穸，

遣行人司行人張喬松掌行喪祭禮。朞年、再朞、禫祭，遣布政司堂上官

諭祭行禮。在京文武衙門尚書、國公等官徐學謨、徐文璧等，皆致祭焉。仍

命山東有司治喪葬如制。

賜諡曰　　。

制曰：朕惟先王之典，生既有爵，没必有諡。爵以貴其身，諡以表其行也。爾高唐王乃衡恭王之子，早膺封

　爵，安享貴榮。倏爾云亡，良用悼惜。爰稽往行，

賜諡曰　　。靈其有知，尚克歆服。載

賜龍頭，金書丹旐。以是年十一月二十四日，葬於臨朐縣龍山之原。

頒賜志文曰：　嗚呼！

　王以宗室懿親，爲國藩輔，茂膺王爵，貴富兼隆。兹以令終，夫復何憾。爰述其㮣，納諸幽壙，用垂不朽云。